# Ocotea bernoulliana
Ocotea bernoulliana är en lagerväxtart som beskrevs av Carl Christian Mez. Ocotea bernoulliana ingår i släktet Ocotea och familjen lagerväxter. Inga underarter finns listade i Catalogue of Life.